# Tsubaki Factory
le Tsubaki Factory (つばきファクトリー, Tsubaki Fakutori) è un gruppo musicale femminile J-pop giapponese formatosi nel 2015 e appartenente al progetto Hello! Project. 

## Storia

### 2015-2016: Formazione e singoli indipendenti
Il 29 aprile 2015 viene annunciata la formazione delle Tsubaki Factory con 6 membri: Yamagishi Riko, Kishimoto Yumeno, Niinuma Kisora, Asakura Kiki, Ogata Risa e Tanimoto Ami.
Il 6 settembre il gruppo mette in vendita all'evento "Hello! Project Trainee Presentation 2015 ~September Nama Tamago Show!~" il loro primo singolo in modo indipendente, intitolato "Seishun Manmannaka!".
In Ottobre, l'ensemble recita nel loro primo spettacolo teatrale, Thank You Very Berry.
Il 31 dicembre esce il secondo singolo indipendente delle Tsubaki Factory, "Kedakaku Sakihokore!".
Il 19 marzo 2016 il gruppo mette in vendita, in modo indipendente, durante l'evento "Asobu. Kurasu. Sodateru. SATOYAMA & SATOUMI e Ikou 2016" il loro EP "Tsubaki Factory SOUND VISION Vol.1", mentre, il 6 agosto esce il loro terzo singolo indipendente, "Hitorijime / Watashi ga Obasan ni Natte mo" venduto durante i concerti estivi del 2016 del Hello!Project.
Il 13 Agosto viene annunciato che Onoda Sashi, Ono Mizuho e Akiyama Mao sono nuovi membri delle Tsubaki Factory.

### 2017-2018: Debutto Major e Primo Album
Il 22 febbraio 2017 il gruppo fa il suo debutto con una casa discografica, Zetima, con il loro primo singolo "Hatsukoi Sunrise / Just Try! / Uruwashi no Camellia", mentre, il 26 luglio esce il loro secondo singolo "Shuukatsu Sensation / Waratte / Hana Moyou".
Il 9 novembre le Tsubaki Factory vincono il premio per il migliore nuovo arrivato ai 50° Japan Cable Awards, invece, il 30 dicembre vincono il premio migliore nuovo arrivato e il premio come miglior artista esordiente al Japan Record Awards.
Il 21 febbraio 2018 il gruppo distribuisce il loro terzo singolo "Teion Yakedo / Shunrenka / I Need You ~Yozora no Kanransha~".
il 15 Aprile l'ensemble intraprende il loro primo tour “Tsubaki Factory Live Tour 2018 Spring ‘First Love’” da 18 date, mentre, da settembre inizia un tour autunnale, Tsubaki Factory Live Tour 2018 Autumn - Low Fever -, da 28 date.
Il 18 luglio il gruppo pubblica il loro quarto singolo "Date no Hi wa Nido Kurai Shower Shite Dekaketai / Junjou cm / Kon'ya Dake Ukaretakatta".
Il 21 settembre è annunciato che il gruppo avrebbe cantato le sigle di apertura e di chiusura della serie animata DreamWorks "Trolls: Sing Dance Hug!" che è trasmessa da TV Tokyo dal 3 ottobre.
Il 14 novembre esce il primo album delle Tsubaki Factory intitolato "First Bloom".

### 2019-2021: Secondo album e nuovi membri
il 27 febbraio le Tsubaki Factory pubblica il loro quinto singolo "Sankaime no Date Shinwa / Fuwari, Koi Dokei".
Nel marzo 2019 il gruppo intraprende un lungo tour diviso in due tranche, la prima da 32 date intitolata "Tsubaki Factory Live Tour 2019 Haru Ranman” iniziata a marzo e la seconda, "Tsubaki Factory Live Tour 2019 Autumn: Gekko" partita a settembre da 40 date.
Il 15 gennaio 2020, l'ensemble distribuisce il loro sesto singolo ""Ishiki Takai Otome no Dilemma / Dakishimerarete Mitai", mentre, il 30 settembre esce il loro settimo singolo "Dansha-ISM / Ima Nanji?".
A dicembre, Risa Ogata lascia il gruppo.
Il 26 maggio 2021 il gruppo pubblica il loro secondo album, "2nd Step".
Il 7 luglio viene annunciato che nuovi 4 membri sono state aggiunte alle Tsubaki Factory: Kasai Yuumi, Yagi Shiori, Fukuda Marine e Yofu Runo.
Il 17 novembre esce l'ottavo singolo del gruppo, "Namida no Heroine Kouban Geki / Garakuta DIAMOND / Yakusoku・Renraku・Kinenbi", il primo con i nuovi membri.

### 2022- Presente: Terzo album
Il 29 giugno 2022 l'ensemble distribuisce il loro nono singolo "Adrenaline Dame / Yowasa ja nai yo, Koi wa / Idol Tenshoku Ondo", mentre, il 22 febbraio 2023 esce il loro decimo singolo , "Machigai ja nai Naitari Shinai / Skip・Skip・Skip / Kimi to Boku no Kizuna feat. KIKI".
Il 2 aprile 2023 Asakura Kiki lascia il gruppo, invece, Yamagishi Riko e Kishimoto Yumeno lasciano le Tsubaki Factory a novembre.
il 27 settembre 2023 l'ensemble pubblica il loro undicesimo singolo, "Yuuki It's my Life! / Mousou Dake Nara Freedom / Demo... Ii yo".
il 7 febbraio 2024 viene annunciato che nuovi 3 membri sono state aggiunte alle Tsubaki Factory: Mihane Ishii, Yuu Murata e Fuka Doi.
Il 21 febbraio 2024 esce il terzo album del gruppo, " 3rd -Moment-.", A febbraio è annunciato anche che Ishii Mihane, Murata Yuu e Doi Fuka si sono unite alle Tsubaki Factory.
A giugno Niimuna Kisora lascia l'ensemble.
Il 28 giugno 2024 le Tsubaki Factory distribuiscono il loro dodicesimo singolo, "Baby Spider / Seishun Exabyte / Kodou OK?".
Il 30 aprile 2025 Yagi Shiori lascia il gruppo.
Il 13 Agosto 2025 viene annunciato che nuovi 1 membri sono state aggiunte alle Tsubaki Factory: Itsuki Nishimura.

## Formazione
- Ami Tanimoto
- Mizuho Ono
- Saori Onoda
- Mao Akiyama
- Yuumi Kasai
- Marine Fukuda
- Runo Yofu
- Mihane Ishii
- Yuu Murata
- Fuka Doi
- Itsuki Nishimura

### Ex-membri
- Risa Ogata
- Kiki Asakura
- Riko Yamagishi
- Yumeno Kishimoto
- Kisora Niinuma
- Shiori Yagi

## Discografia

### Album in studio
- 2018 - First Bloom
- 2021 - 2nd Step
- 2024 - 3rd Moment

### Singoli
- 2017 - Hatsukoi Sunrise / Just Try! / Uruwashi no Camellia
- 2017 - Shūkatsu Sensation / Waratte / Hana Moyou
- 2018 - Teion Yakedo / Shunrenka / I Need You ~Yozora no Kanransha~
- 2018 - Date no Hi wa Nido Kurai Shower Shite Dekaketai / Junjou cm / Kon'ya Dake Ukaretakatta
- 2019 - Sankaime no Date Shinwa / Fuwari, Koi Dokei
- 2020 - Ishiki Takai Otome no Dilemma / Dakishimerarete Mitai
- 2020 - Dansha-ISM / Ima Nanji?
- 2021 - Namida no Heroine Kōban Geki / Garakuta Diamond / Yakusoku・Renraku・Kinenbi
- 2022 - Adrenaline Dame / Yowasa ja nai yo, Koi wa / Idol Tenshoku Ondo
- 2023 - Machigai ja nai Naitari Shinai / Skip Skip Skip / Kimi to Boku no Kizuna
- 2023 - Yūki It's My Life! / Mōsō Dake Nara Freedom / Demo...Ii yo
- 2024 - Baby Spider / Seishun Exabyte / Kodou OK?
- 2025 - My Days for You / Kanashimi ga Tomaranai

## Filmografia

### Televisione
- Hello Pro! Tokyo sanpo season 2 - varietà musicale (2020-2021)[36]
- Ikuze! Tsubaki Factory - varietà (2021-presente)[37]
- Tsubaki Factory "first bloom" supesharu - documentario (2018)[38]
- Ikuze! Nihonbudōkan! Tsubaki Factory  26-jikan suppesharu - documentario (2021)[39]
- Menbā to issho ni miru! Tsubaki Factory konsāto 2021 CAMELLIA 〜 Nihonbudōkan suppesharu - documentario (2021)[40]
- Tsubaki factory Asakura Itsuki ⓶ Sotsugyō tokuban 〜 chiba ̄zu u~izu erudi 〜 - documentario (2023)[41]
- Tsubaki fakutorī Nīnuma Nozomi sora sotsugyō tokuban ~ ki-so, Kyōto e ikou. Shanhai furikaeri mo aru yo SP ~ - documentario (2024)[42]

### Radio
- Tsubaki factory no kyamerianaito (2018-2022)[43]
- Tsubaki factory no `kon'ya dake uka redio' (2022-presente)[44]

## Riconoscimenti
- Japan Cable Awards
  - 2017 - premio migliore nuovo arrivato[10]
- Japan Record Awards
  - 2017 - premio migliore nuovo arrivato[11]
  - 2017 -premio miglior artista esordiente[11]